# MBO Basisopleiding
De mbo Basisopleiding of Basisopleiding is een officieuze onderwijsvorm.
Een Basisopleiding is een verkorte vorm van een mbo-opleiding waarvoor geen vooropleidingseis geldt. Met name aanbieders van afstandsonderwijs bieden basisopleidingen aan als oriëntatie op een mbo-opleiding. Een Basisopleiding bestaat in dat geval uit een aantal vakken van de volledige mbo-opleiding en bevat bijvoorbeeld geen stage. Na het afronden van een basisopleiding kan men vervolgens doorstromen naar een mbo-opleiding.